# John Brinckman Gesellschaft
Die John-Brinckman-Gesellschaft e.V. wurde am 6. Februar 1990 in Hamburg gegründet.
Ziel der Literaturgesellschaft war die Pflege, Bewahrung, Neuentdeckung und Erforschung des Gesamtwerkes des niederdeutschen Dichters John Brinckman. Der Verein machte sich zur Aufgabe Werk und Biographie Brinckmans in schriftlicher und mündlicher Form wieder zugänglich zu machen.
Die Gesellschaft entstand auf Initiative von Margarete Block-Jakobs, Hanstedt (Nordheide), die auf der Gründungsversammlung auch zur ersten Vorsitzenden gewählt wurde.
Im Jahr 2000 beschloss die Mitgliederversammlung die Verlegung des Sitzes der Gesellschaft nach Güstrow. Ab März 2000 war Wolfgang Siegmund, Jürgenstorf, Vorsitzender der Gesellschaft.
Die Gesellschaft wurde 2020 aufgelöst.